# بیشینه خطای بازه زمانی
بیشینه خطای بازه زمانی (به انگلیسی: Maximum time interval error) (اختصاری ام‌تی‌آی‌ئی) یا حداکثر خطای بازه زمانی حداکثر خطای مرتکب شده توسط یک کِلاک تحت آزمایش در اندازه‌گیری یک بازه زمانی برای یک دوره زمانی معین است. برای تعیین الزامات پایداری کلاک در استانداردهای مخابراتی استفاده می‌شود. اندازه‌گیری‌های ام‌تی‌آی‌ئی را می‌توان برای تشخیص ناپایداری کلاک که می‌تواند باعث از دست رفتن داده‌ها در کانال ارتباطی شود، استفاده کرد.

## اندازه‌گیری
یک مجموعه‌دادهٔ داده‌شده (شکل‌موج کلاک) ابتدا با چند مرجع مقایسه می‌شود. خطای فاز (معمولاً در نانوثانیه اندازه‌گیری می‌شود) برای یک بازهٔ مشاهده محاسبه می‌شود. این تغییر فاز به عنوان خطای بازه زمانی (تی‌آی‌ئی) شناخته می‌شود. ام‌تی‌آی‌ئی تابعی از بازه مشاهده است. یک پنجره بازه مشاهده در سراسر مجموعه داده جابجا شد. هر بار فاصله قله-به-قله بین بزرگ‌ترین و کوچک‌ترین تی‌آی‌ئی در آن پنجره گزارش می‌شود. این فاصله با حرکت پنجره تغییر می‌کند و برای برخی موقعیت‌های پنجره حداکثر است. این فاصله حداکثر به عنوان ای‌تی‌آی‌ئی برای بازهٔ مشاهده داده‌شده شناخته می‌شود.
رسم ام‌تی‌آی‌ئی برحسب مدت‌زمان بازهٔ مشاهده‌های مختلف، نمودار مفیدی برای توصیف پایداری کلاک به دست می‌دهد.